# Roumégoux (Cantal)
Roumégoux (okzitanisch Romegós) ist eine französische Gemeinde im Département Cantal und in der Region Auvergne-Rhône-Alpes (vor 2016 Auvergne) mit 329 Einwohnern (Stand 1. Januar 2022). Sie gehört zum Arrondissement Aurillac und zum Kanton Saint-Paul-des-Landes. Die Einwohner werden Roumégaires genannt.

## Lage
Roumégoux liegt etwa 18 Kilometer westsüdwestlich von Aurillac im Zentralmassiv und in der Naturlandschaft Châtaigneraie. Hier entspringen die Flüsse Moulègre und Anès. Umgeben wird Roumégoux von den Nachbargemeinden Glénat im Norden, La Ségalassière im Nordosten, Le Rouget-Pers im Osten, Cayrols im Südosten, Parlan im Süden sowie Saint-Saury im Süden und Westen.

## Bevölkerungsentwicklung
| Jahr                       | 1962 | 1968 | 1975 | 1982 | 1990 | 1999 | 2006 | 2011 | 2019 |
| Einwohner                  | 338  | 283  | 229  | 211  | 197  | 214  | 238  | 275  | 314  |
| Quellen: Cassini und INSEE |      |      |      |      |      |      |      |      |      |

## Sehenswürdigkeiten

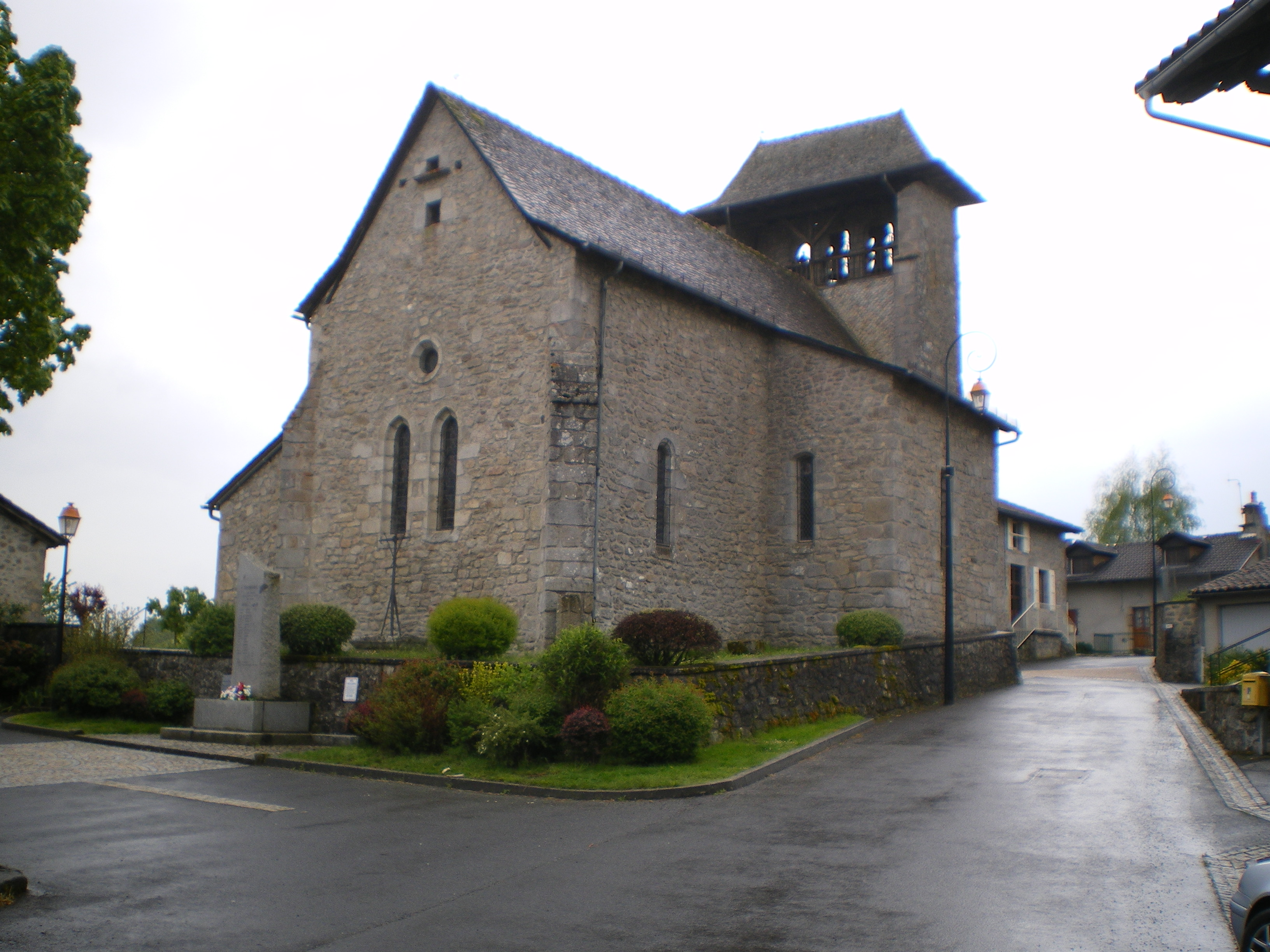
Kirche Saint-Pierre-Saint-Paul
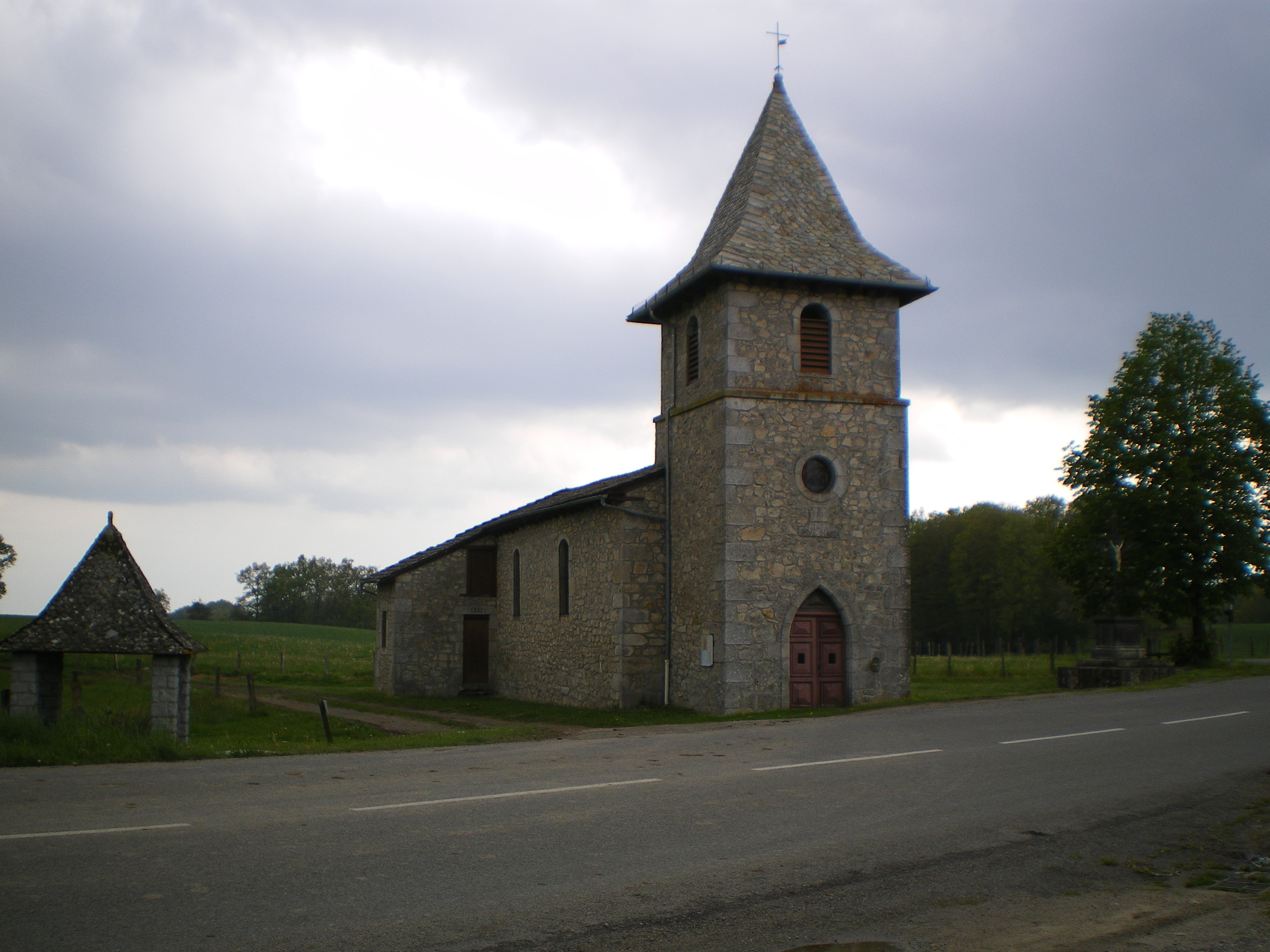
Kapelle von Le Bourniou

- Kirche Saint-Pierre-Saint-Paul
- Kapelle von Le Bourniou